# Ерёмин, Николай Владимирович
Николай Владимирович Ерёмин (1901—1976) — советский военный деятель, генерал-майор (20 апреля 1945).

## Биография
Родился 15 декабря 1901 года в деревне Кунаре Аятской волости Екатеринбургского уезда Пермской губернии (ныне в Невьянском районе Свердловской области).
В Красной армии служил с августа 1919 года. Через Екатеринбургский уездный военкомат был направлен на Казанские пулеметные курсы, по прибытии на которые сразу был направлен в распоряжение Главного управления вузов, откуда командирован на военно-газотехнические курсы в Москве, переименованные затем в военно-химические курсы комсостава РККА. Окончив эти курсы в июле 1921 года, был назначен заместителем начальника химической обороны 57-й стрелковой дивизии Уральского военного округа.
В январе 1923 года Н. В. Ерёмин был командирован в Высшую военно-химическую школу комсостава РККА, после окончания которой в августе 1924 года вернулся в дивизию и был назначен начальником химической службы 169-го Пермского стрелкового полка. С сентября 1925 года вновь был назначен начальником химической службы 57-й Уральской стрелковой дивизии. С января 1926 года он — начальник химической службы 57-го артиллерийского полка в городе Перми. В июле 1926 года был переведен на ту же должность в 8-ю кавалерийскую дивизию Приволжского военного округа в Оренбурге. С ноября 1929 по июнь 1930 года Ерёмин находился на химических КУКС РККА в Москве, по окончании которых был назначен начальником химической службы 13-го стрелкового корпуса в Свердловске. С сентября 1930 по февраль 1931 года находился на учёбе в Москве на КУВНАС РККА, после чего вернулся на прежнюю должность. В апреле 1932 года он был назначен помощником начальника по боевой подготовке Управления химических войск Белорусского военного округа. В мае 1935 года зачислен слушателем в Военную академию РККА им. М. В. Фрунзе, которую окончил в декабре 1938 года. В январе 1939 года полковник Н. В. Ерёмин был откомандирован в распоряжение Комитета обороны при СНК СССР, где стал заместителем секретаря Комитета обороны при СНК СССР. В марте 1940 года его назначили начальником штаба 41-й стрелковой дивизии Киевского военного округа, дислоцировавшейся в городе Раве-Русской Львовской области.

### Великая Отечественная война
Участник Великой Отечественной войны с самого её начала. Его дивизия в составе 6-го стрелкового корпуса 6-й армии Юго-Западного фронта участвовала в сражении на рава-русском направлении. С 15 июля по 29 августа 1941 года полковник Н. В. Ерёмин исполнял должность начальника штаба 6-го стрелкового корпуса, который вел боевые действия на белоцерковском направлении. В августе этого же года был переведен заместителем начальника штаба — начальником оперативного отдела штаба 40-й армии Юго-Западного фронта. С 6 февраля по 13 марта 1942 года он временно исполнял должность начальника штаба армии. С апреля армия находилась в составе Брянского фронта. С мая этого же года Н. В. Ерёмин — временно исполняющий должность заместителя начальника штаба — начальника оперативного отдела штаба Брянского фронта. В июне был назначен начальником штаба 6-й резервной армии Воронежского фронта, в конце августа переведен на должность начальника штаба 6-го Сталинского добровольческого стрелкового корпуса сибиряков, находившегося на формировании в Приволжском военном округе в районе Саратова. В ноябре 1942 года корпус вошёл в 41-ю армию Калининского фронта, а в марте 1943 года его соединения и части участвовали в Ржевско-Вяземской наступательной операции. За успешное выполнение заданий командования 19 апреля 1943 года корпус был преобразован в 19-й гвардейский стрелковый. В июне 1943 года полковник Н. В. Ерёмин был назначен начальником штаба 63-й армии Брянского фронта. В сентябре этого же года был зачислен в распоряжение Главного управления кадров, затем направлен старшим преподавателем Высшей военной академии им. К. Е. Ворошилова. В октябре 1944 года, будучи в звании генерал-майора, исполнял должность командира 4-й гвардейской воздушно-десантной дивизии, которая до конца войны вела боевые действия в составе 104-го стрелкового корпуса 2-го Украинского фронта.

### После войны
После окончания войны, в июле 1945 года, дивизия была переименована в 111-ю гвардейскую стрелковую в составе 4-й гвардейской армии Центральной группы войск. С мая 1946 года Николай Владимирович Ерёмин — начальник кафедры военных дисциплин Высших курсов усовершенствования политсостава Красной армии. С июля 1947 года занимал должность заместителя начальника, затем — начальника кафедры общей тактики Военно-политической академии им. В. И. Ленина. С апреля 1952 года был заместителем главного редактора — начальником редакционно-издательского отдела журнала «Военная мысль».
В январе 1953 года был уволен в запас по болезни. Умер 20 января 1976 года в Москве.

## Награды
- Награждён орденом Ленина (21.02.1945), четырьмя орденами Красного Знамени (05.11.1941, 20.06.1943, 03.11.1944, 15.11.1950), орденом Суворова 2-й степени (28.04.1945) и многими медалями.

## Сочинения
- Еремин Н. В. Первые дни боев на Рава-Русском направлении. // Военно-исторический журнал. — 1959. — № 4. — С.61-75.
- Еремин Н. В. В дни отступления. // Военно-исторический журнал. — 1961. — № 7. — С.68-77.

## Источник
- Великая Отечественная. Комдивы [Текст] : военный биографический словарь : в 5 т. / Д. А. Цапаев (рук.) и др. ; под общ. ред. В. П. Горемыкина. — М. : Кучково поле, 2011. — Т. 1. — С. 359—361. — 736 с. — 200 экз. — ISBN 978-5-9950-0189-8.